# 서기동
서기동(徐沂東, 1949년 10월 1일~)은 대한민국의 정치인이다. 제40·41·42대 전라남도 구례군수이다. 전라남도 구례군 출생이다.

## 학력
- 1965 구례중학교 졸업
- 1969 경동고등학교 졸업

## 경력
- 1986 전라남도청
- 1995 구례군 환경보호과장
- 1997 구례군 구례읍장
- 1998 구례군의회 사무과장
- 1999 민주평화통일자문회의 구례군협의회 9기, 10기 위원
- 2000 광주·전남 통합추진위원회 공동대표
- 2006.7~2018.6: 제40~42대 민선 4~6기 전라남도 구례군수(3선, 더불어민주당)
- 2016.7~2018.6: 전남협의회 군수대표

## 역대 선거 결과
|  | 37.03% |

|  | 47.75% |

|  | 50.38% |

|  | 38.36% |

| 전임 전경태 | 제40·41·42대 전라남도 구례군수(민선) 2006년 7월 1일~2018년 6월 30일 | 후임 김순호 |